# Pont du Garigliano
Pont du Garigliano – most na rzece Sekwanie położony w Paryżu.

## Lokalizacja oraz konstrukcja
Most łączy bulwar Martial-Valin położony w 15. dzielnicy z bulwarem Exelmans położonym w 16. dzielnicy.
Most składa się z trzech przęseł o wymiarach 58 m, 93 m, 58 m. Prześwit mostu wynosi 11 m, co czyni Pont du Garigliano najwyższym mostem Paryża. W pobliżu mostu znajduje się siedziba France Télévisions.

## Metro oraz inne środki transportu
Wokół mostu znajdują się liczne przystanki różnorodnego transportu publicznego w tym:
- Przystanek tramwaju paryskiego nr 3
- Stacja metra paryskiego linii nr 9- Exelmans oraz stacja metra paryskiego linii 8- Balard.
- Stacja RER: Przystanek linii C
- Przystanki autobusowe linii PC1, 22, 42, 72, 88 oraz 169

## Historia
Wraz ze wzrostem oraz natężeniem ruchu samochodowego w Paryżu władze miasta podjęły decyzję o budowie mostu, który miał zredukować korki w stolicy Francji. Budowę mostu rozpoczęto w 1963 roku. Oficjalna inauguracja Pont du Garigliano odbyła się w roku 1966. Most nosi nazwę włoskiej rzeki Garigliano, którą sforsował generał Alphonse Juin w 1944 roku. Zwycięstwo nad Garigliano pozwoliło aliantom na późniejsze przełamanie Linii Gustawa.